# Societatea Numismatică Română
Societatea Numismatică Română a fost înființată pe data de 28 decembrie 1903, la inițiativa unui grup de entuziaști și pasionați ai numismaticii.
Spre a putea izbuti, inițiatorii au făcut apel mai întâi la cei trei învățați care se ocupau atunci în România de știința numismatică: D. A. Sturdza, supranumit „părintele numismaticei românești”; M. C. Sutzu, specialist în numismatica și metrologia antică și Gr. Tocilescu directorul Muzeului Național de Antichități. Obținând adeziunea acestora, inițiatorii s-au adresat apoi tuturor colecționarilor și amatorilor din țară, reușind să înscrie în total 17 de membri.
În ședința inaugurală, Adunarea Generală a votat Statutele Societății și a ales Comitetul de conducere în următoarea alcătuire: D. A. Sturdza, președinte de onoare; M.C. Sutzu, președinte activ; Grigore Tocilescu, vicepreședinte; Alexandru Cantacuzino, secretar; lt. col. G. Iordăchescu, casier contabil; dr. George Severeanu, subsecretar și Dimitrie Panku, C. Alessandrescu, Frederic Storck și E.D. Mirea, membri. O dată cu adoptarea Statutelor s-a fixat și țelul principal al Societății, care își propunea „să dezvolte știința și arta numismatică” în România."
În anul 1904 Comitetul de conducere al Societății de numismatică a editat primul număr al revistei Buletinul Societății Numismatice Române. Pentru început, Buletinul Societății Numismatice Române apărea regulat, de două ori pe an. Pentru România, abonamentul costa 3 lei anual, pentru Austro-Ungaria 3 coroane. Membrii Societății Numismatice Române primeau Buletinul în mod gratuit. Cu apariții trimestriale până în 1947, revista a fost suspendată până în 1974, când a reapărut, sub formă de volum, la intervale neregulate. Din 1991, revista este patronată de Academia Română și, pe lângă numismatică, tratează și teme de metrologie, medalistică, sigilografie.
Din anul 1920 și până în 1945 Societatea a publicat revista Cronica Numismatică și Arheologică.

## Centenarul Societății Numismatice Române
Cu ocazia centenarului Societății Numismatice Române, la 22 decembrie 2003 Banca Națională a României a emis o monedă de argint cu titlul de 999‰, de 31,103 grame, cu diametrul de 37 mm și valoarea nominală de 500 de lei, într-un tiraj de 500 exemplare.